# Воейково (Липецкая область)
Воейково — деревня в Тербунском районе Липецкой области России. Входит в состав Берёзовского сельсовета.

## География
Деревня находится в юго-западной части Липецкой области, в лесостепной зоне, в пределах Среднерусской возвышенности, на правом берегу реки Верхний Олымчик, на расстоянии примерно 4 км (по прямой) к юго-юго-востоку (SSE) от села Тербуны, административного центра района. Абсолютная высота — 170 м над уровнем моря.
Климат
Климат умеренно континентальный с теплым летом и умеренно морозной зимой. Годовое количество осадков — 450—500 мм. Средняя температура января составляет −9,5 °С, июля — +19,5 °С.
Часовой пояс
Деревня Воейково, как и вся Липецкая область, находится в часовой зоне МСК (московское время). Смещение применяемого времени относительно UTC составляет +3:00.

## Население
| 2010 |
| ---- |
| 123  |

Гендерный состав
По данным Всероссийской переписи населения 2010 года, в гендерной структуре населения мужчины составляли 50,4 %, женщины — соответственно 49,6 %.
Национальный состав
Согласно результатам переписи 2002 года, в национальной структуре населения русские составляли 96 % из 137 чел.

## Улицы
Уличная сеть деревни состоит из одной улицы (ул. Воейково).